# Hawthorn, County Durham
Hawthorn är en ort och en civil parish  i Storbritannien.   Den ligger i kommunen Durham i riksdelen England, i den centrala delen av landet, 400 km norr om huvudstaden London. Hawthorn ligger 80 meter över havet och antalet invånare är 500.
Terrängen runt Hawthorn är platt. Havet är nära Hawthorn åt nordost. Runt Hawthorn är det tätbefolkat, med 636 invånare per kvadratkilometer. Närmaste större samhälle är Sunderland, 11,8 km norr om Hawthorn. Trakten runt Hawthorn består i huvudsak av gräsmarker.